# Clavinema mariae
Clavinema mariae is een rondwormensoort uit de familie van de Philometridae. De wetenschappelijke naam van de soort is voor het eerst geldig gepubliceerd in 1930 door Layman.